# Marga Prohens
Margalida Prohens Rigo (Campos, Baleares, 24 de mayo de 1982), conocida como Marga Prohens, es una traductora y política española, actual presidenta del Gobierno de las Islas Baleares desde 2023. También preside el Partido Popular de Baleares desde 2021, y se desempeña como diputada por Mallorca en el Parlamento balear desde 2023, cargo que ya había ocupado anteriormente, entre 2011 y 2019. Además, fue diputada en las Cortes Generales en las legislaturas XIII y XIV.

## Biografía
Nació en 1982 en Campos, municipio de la isla de Mallorca. Es licenciada en traducción e interpretación por la Universidad Pompeu Fabra, especializada en traducción jurídica y jurada por el Ministerio de Asuntos Exteriores de España, y máster en dirección de comunicación y relaciones públicas para la EAE Business School y la Universidad de Barcelona. Ha trabajado como traductora para Intermón Oxfam de Barcelona, para el Club Náutico de La Rápita y como mediadora lingüística en el Ayuntamiento de Palma de Mallorca.
Prohens fue diagnosticada de esclerosis múltiple a los 19 años. Lo reveló en diciembre de 2024 durante el preestreno del cortometraje Hoy no es siempre, donde varias mujeres relatan sus experiencias con esta enfermedad. Prohens explicó que nunca antes lo había contado por "pudor", ya que se considera una persona que lleva una vida plena y activa.

## Trayectoria política
Militante de Nuevas Generaciones del Partido Popular, desde 2005 hasta 2009 presidió la sección de Campos y fue secretaria ejecutiva de coordinación local en las Islas Baleares, así como presidenta adjunta en las Islas desde 2010 hasta 2012. En las elecciones municipales de 2007 fue incluida última en la lista electoral del PP y no consiguió puesto de concejal en el Ayuntamiento de Campos.
Fue incluida 11 en la lista electoral del PP en las elecciones autonómicas de 2011 y es elegida diputada del Parlamento de las Islas Baleares. Resulta reelegida en las elecciones de 2015 (legislaturas VIII y IX). En las elecciones generales de abril de 2019 fue elegida diputada en el Congreso de los Diputados en la efímera XIII legislatura y reelegida en las elecciones generales de noviembre de 2019 en la XIV legislatura (2019-2023),siendo portavoz de su partido en asuntos de igualdad. En ambos comicios fue la cabeza de lista del PP por la circunscripción de Baleares.Desde julio de 2021 es la presidenta del Partido Popular de las Islas Baleares después de ser la única candidata a dicho cargo.

### Presidenta de las Islas Baleares (2023-act.)

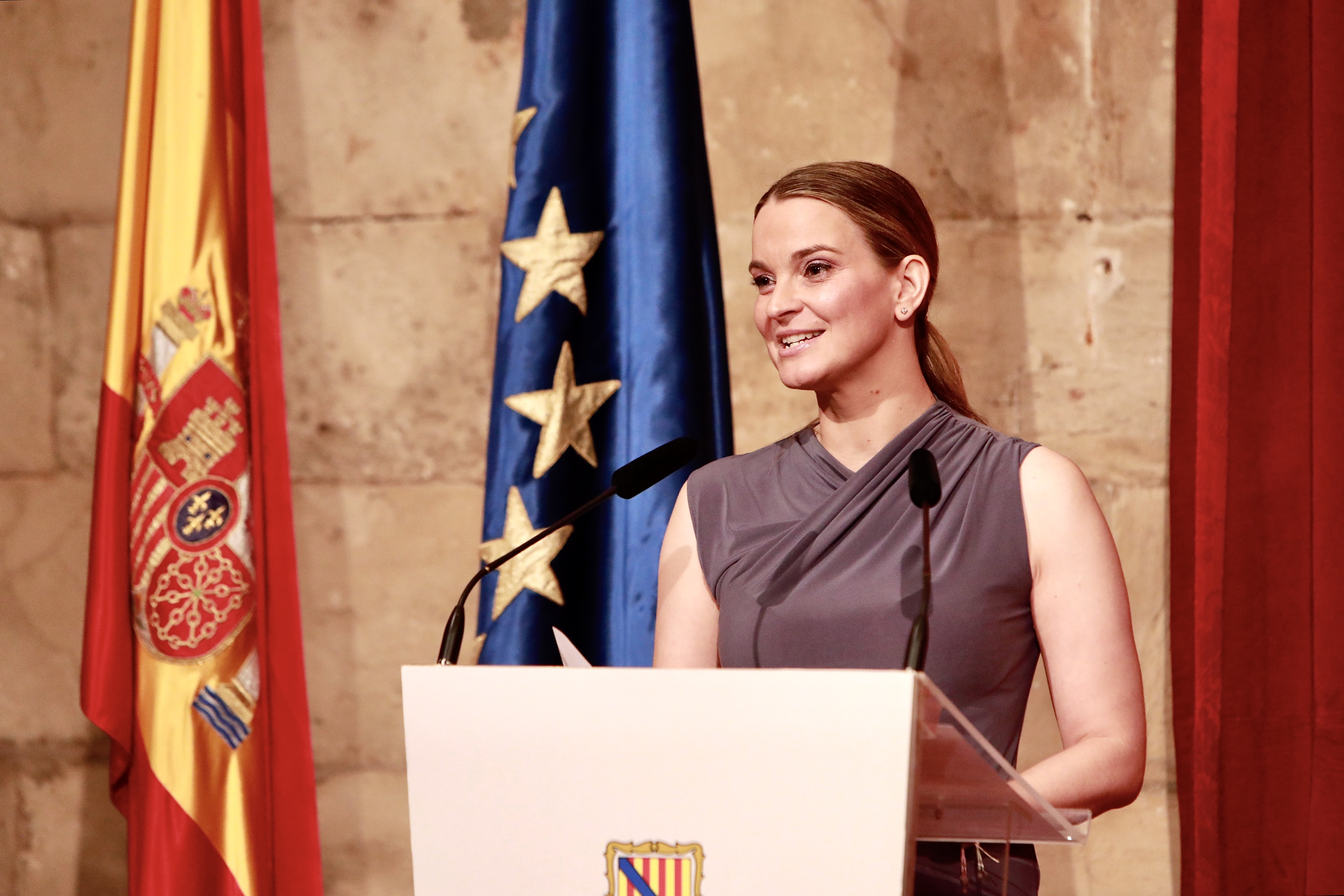
La Presidenta Prohens en julio de 2023.

De cara a las elecciones autonómicas del 28 de mayo de 2023 fue la candidata a la presidencia de las Islas Baleares por el PP. En dichas elecciones el Partido Popular consigue 25 de los 59 diputados que conforman el Parlamento Balear, nueve más que en 2019.Sería investida presidenta de las Islas Baleares mediante un pacto con Vox, que no entra en el gobierno autonómico pero si establece un programa de 110 puntos.
El 6 de julio de 2023 el Parlamento de las Islas Baleares la elige como presidenta de las Islas Baleares en segunda vuelta, siendo necesario únicamente la mayoría simple. En dicha votación recibió 26 votos a favor (PP), 25 en contra (PSOE, MÉS y Podemos) y ocho abstenciones de Vox.Al día siguiente accedió al cargo.